# Wrijfhout

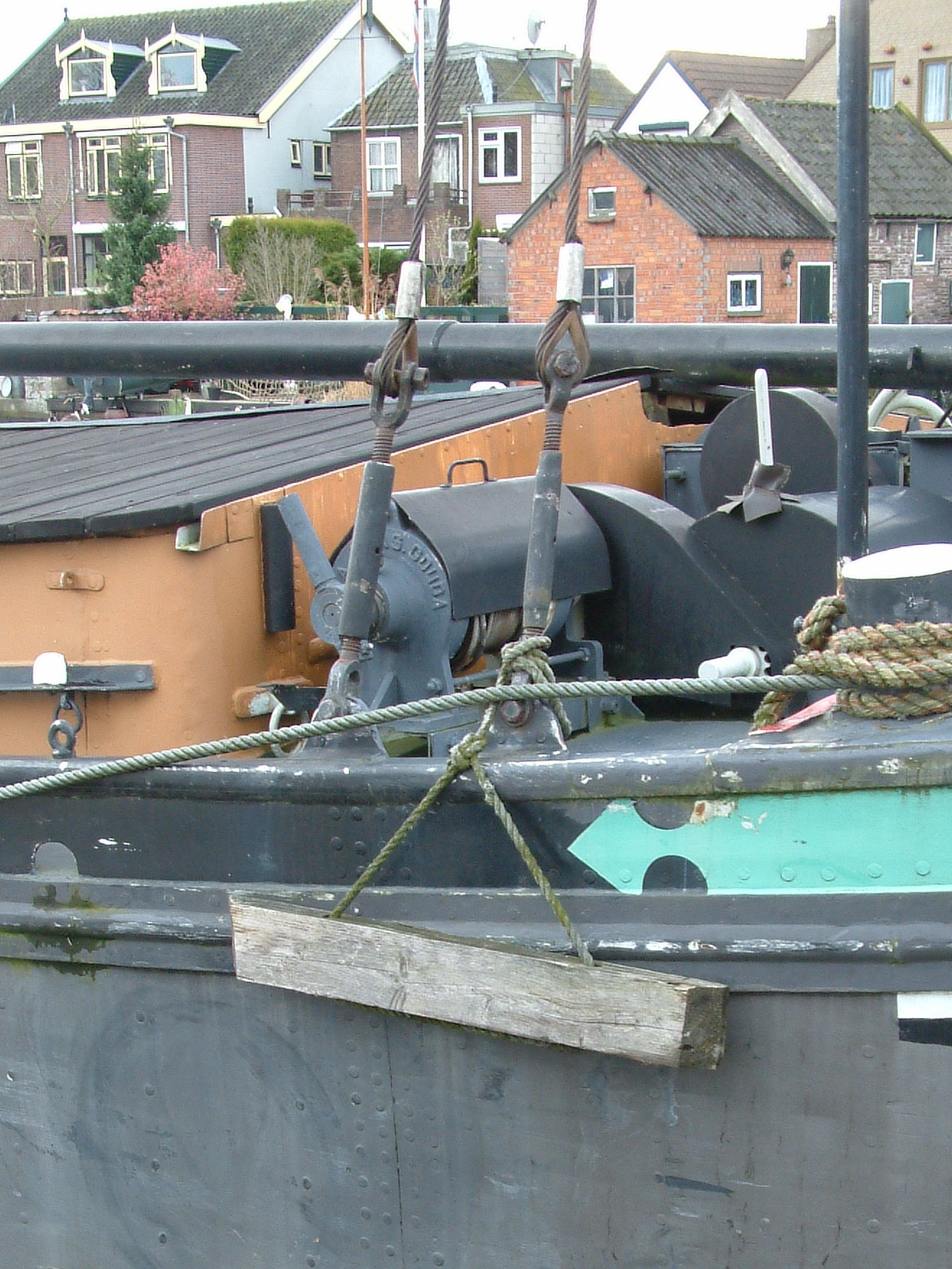
Klassiek wrijfhoutje

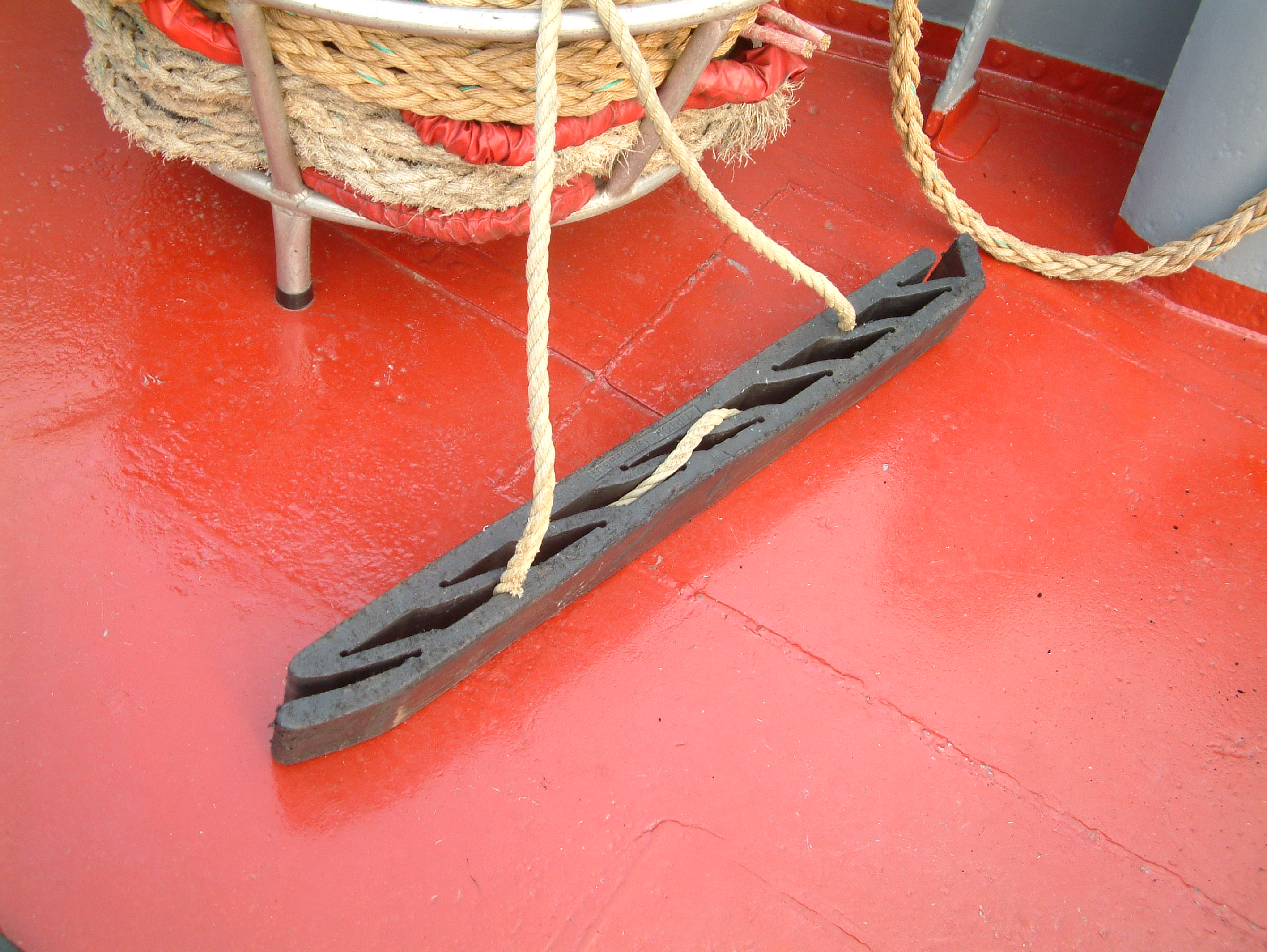
Modern wrijfhoutje

Een wrijfhout is van oudsher een stuk hout van pakweg 15 bij 15 cm en ongeveer een meter lang. De functie is om schade aan een schip te voorkomen, als het voor de wal of langszij een ander schip schiet. Bij het binnenlopen in sluizen en het afmeren, alsook bij het afmeren op de los- of laadplaats, wordt de scheepshuid van binnenschepen beschermd door een wrijfhout, dat met behulp van een touw door de matroos tussen het berghout van het schip en kade wordt gehouden.
Van oudsher werd in de binnenvaart de voorkeur gegeven aan hout, omdat een schip bij gebruik van een houten wrijfhout niet terugveert, maar langs het berghout van een ander schip of een muur blijft glijden. Tegenwoordig zijn ze ook vaak van versterkt rubber. De daarin bij gebruik opgeslagen energie is onvoldoende om de grote schepen van tegenwoordig ongewenst te laten terugveren. Meestal hangen deze houten of rubberen wrijfhouten aan weerszijden van een schip.
Bij stilliggende schepen worden ook wel oude autobanden gebruikt. Onderaan de autoband zorgt vaak een gat voor de afwatering. Het gebruik van oude autobanden als wrijfhout is bij wet verboden bij het doorvaren van 
kunstwerken als sluizen. Een gezonken autoband kan de deuren blokkeren.
Voor dezelfde functie wordt in de pleziervaart meestal een stootwil gebruikt. Vroeger van touwwerk, maar tegenwoordig van zachte kunststof en de wil kan worden opgeblazen. De wil heeft meestal een druppelvorm of de vorm van een aan de einden afgeronde cilinder. Bij zeeschepen gebruikt men fenders.
In de havens en sluizen worden houten of kunststof geleidewerken gebruikt, om te voorkomen dat het schip schade maakt aan de kade- of sluismuren. Vóór het kunstwerk staat remmingwerk, dat ook die functie heeft.